# Kaiku jezik
Kaiku jezik (ISO 639-3: kkq; ikaiku, kaiko), nigersko-kongoanski jezik kojim govori oko 13 000 ljudi (2002) u DR Kongoanskoj provinciji Orientale. Pripada centralnoj bantu skupini u zoni D, a zajedno s još 13 drugih jezika čini podskupinu bira-huku (D.30).
Najsličniji su mu i leksički najbliži jezici bila [bip] i bhele [bhy], 80%. 

## Vanjske poveznice
- Ethnologue (14th)
- Ethnologue (15th)